# Jorok (Utan)
Jorok is een bestuurslaag in het regentschap Sumbawa van de provincie West-Nusa Tenggara, Indonesië. Jorok telt 6191 inwoners (volkstelling 2010).